# (96178) Rochambeau
(96178) Rochambeau est un astéroïde de la ceinture principale aréocroiseur.

## Description
(96178) Rochambeau est un astéroïde aréocroiseur. Il présente une orbite caractérisée par un demi-grand axe de 2,58 UA, une excentricité de 0,35 et une inclinaison de 2,8° par rapport à l'écliptique.
Il fut nommé en l'honneur de Jean-Baptiste-Donatien de Vimeur de Rochambeau, né le 1er juillet 1725 à Vendôme et mort le 10 mai 1807 à Thoré-la-Rochette (Loir-et-Cher), qui est un général de la Révolution française. Il s'illustra à la tête du corps expéditionnaire français lors de la guerre d'indépendance des États-Unis (1775-1783). Il termine sa carrière militaire avec la dignité de maréchal de France.

## Compléments